# Јасеница (Зворник)
Јасеница је насељено мјесто у општини Зворник, Република Српска, БиХ. Према попису становништва из 2013. у насељу је живјело 878 становника.

## Историја
Јасеница се први пут помиње као насељено мјесто у првој половини XVI вијека у попису Зворничког Санџака, који датира из 1533. године. Тада је ово мјесто припадало Нахији Зворник. У нешто старијем попису ове административне јединице, који датира из 1519. године, зворничка Јасеница се не помиње. Године 1533. у Јасеници је било: 1 муслиманско домаћинство, 8 хришћанских кућа, 2 неожењена одрасла мушкарца, 8 баштина, 1 удовица и 1 примићур. Укупни мјесечни приход овог мјеста износио је 1.134 акчи (ситног сребрног новца). Насеље Јасеница је тада било у посједу зворничког санџак — бега, као дио његовог хаса (великог земљишног комплекса).

## Становништво
Према попису становништва из 1991. године, мјесто је имало 950 становника.
| Националност       | 2013. | 1991. |
| Срби               | 876   | 928   |
| остали и непознато | 2     | 22    |
| укупно             | 878   | 950   |

| Демографија | Демографија | Демографија |
| Година      | Становника  | Становника  |
| ----------- | ----------- | ----------- |
| 1948.       | 822         |             |
| 1953.       | 885         |             |
| 1961.       | 958         |             |
| 1971.       | 1.048       |             |
| 1981.       | 1.060       |             |
| 1991.       | 950         |             |
| 2013.       | 878         |             |

### Презимена
У Јасеници живе сљедеће породице:
- Богићевић
- Васић
- Видовић
- Гајић
- Ђокић
- Јовановић
- Јовић
- Јокић
- Јоксић
- Крстић
- Лазаревић
- Милошевић
- Митровић
- Михајловић
- Мићић
- Николић
- Перић
- Петровић
- Радовановић
- Ракановић
- Ристановић
- Савић
- Симић
- Спасојевић
- Стојановић
- Стевић
- Тешић
- Тешмановић
- Филиповић
- Филиповић/Рикић
- Чубрић

Двије најзаступљеније крсне славе међу јасеничанима су Аврамијевдан и Јовањдан, а затим Лазаревдан, Ђурђевдан, Никољдан, Аранђеловдан, Алемпијевдан.